# 斯彭斯港
60°41′S 45°9′W / 60.683°S 45.150°W
斯彭斯港是南極洲的海港，位於南奧克尼群島中科羅內申島東岸，該海港在1821年12月被英國的捕海豹船發現，現時由南極條約體系管理。